# Равнозубая бурозубка
Равнозу́бая бурозу́бка (лат. Sorex isodon) — млекопитающее семейства землеройковых (лат. Soricidae), рода Бурозубок (лат. Sorex). Равнозубая бурозубка имеет специфические внешние черты, позволяющие определять её, не прибегая к измерениям: обладает очень тёмной однотонной окраской и крупным, ярко пигментированным пятым верхним промежуточным зубом. Распространена преимущественно в таёжной зоне Евразии от Скандинавского полуострова и Белоруссии до побережья Тихого океана. Занесена в Красную книгу Республики Карелия и в Красную книгу Московской области.